# AACTA Award

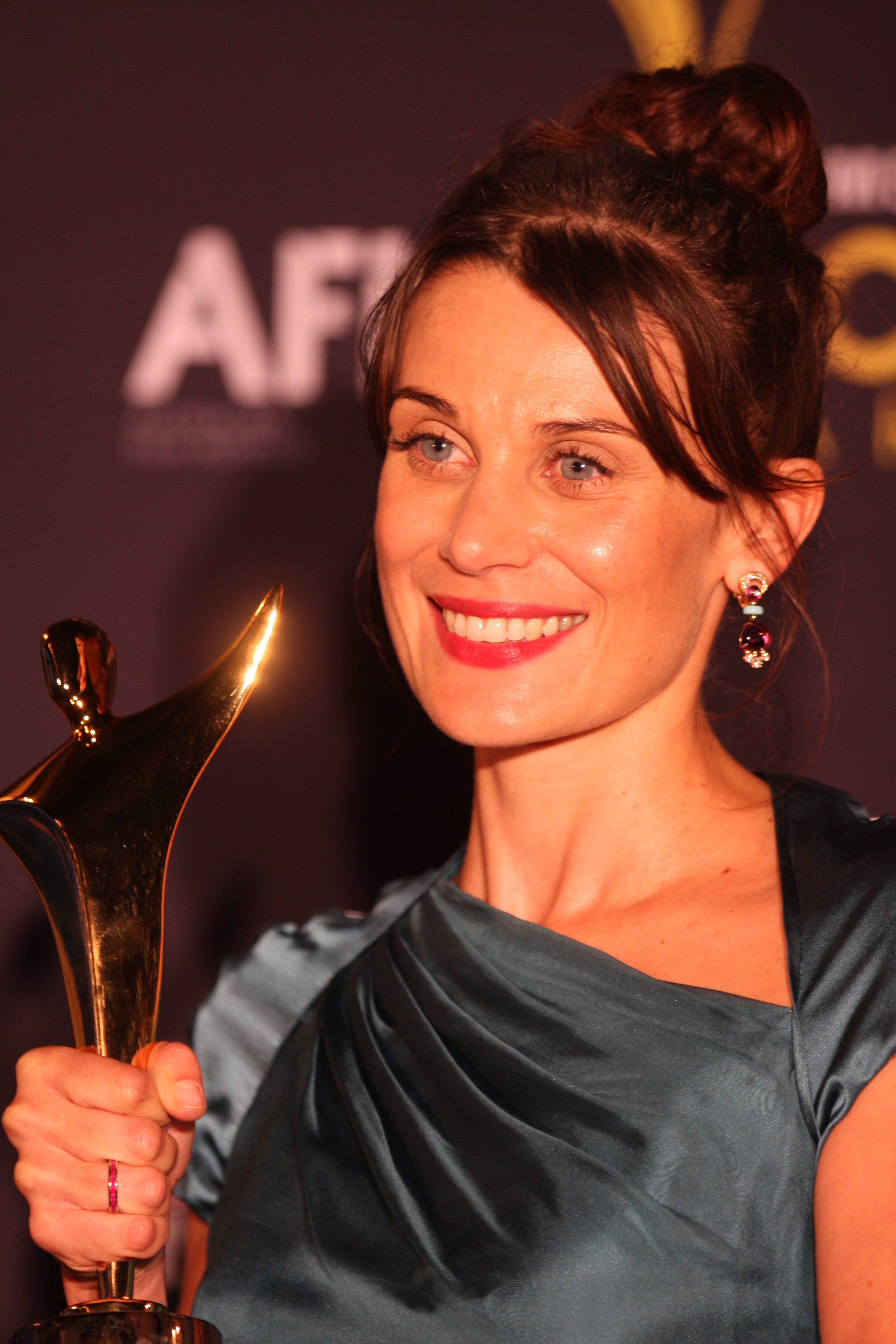
Die Schauspielerin Diana Glenn mit ihrem AACTA Award (2012)

Der AACTA Award (bis Januar 2012 Australian Film Institute Award oder kurz AFI Award) ist ein Filmpreis, der jährlich von der Australian Academy of Cinema and Television Arts (AACTA) verliehen wird. Der Preis geht an Personen, die sich in Film oder Fernsehen durch besondere Leistungen ausgezeichnet haben, darunter meist Regisseure, Schauspieler und Drehbuchautoren. Der AACTA Award ist der angesehenste Preis in der australischen Film- und Fernsehindustrie. Präsident der Akademie ist 2012 Geoffrey Rush.
Die Auszeichnungen wurden im Jahr 1958 ins Leben gerufen und umfassten insgesamt 30 Bewerbungen in sechs Kategorien; bereits ein Jahr später hatte sich die Anzahl verdoppelt. Im Jahr 1976 wurde erstmals ein spezieller Preis für den besten Film verliehen, den Fred Schepisi für The Devil's Playground erhielt. Im gleichen Jahr wurde die Verleihung auch zum ersten Mal im australischen Fernsehen übertragen. Seit 1986 umfasst der Preis auch die besonderen Leistungen der Fernsehindustrie.
Um sich für die Auszeichnung bewerben zu können, muss es sich um eine australische Produktion oder Programm handeln und der Film darf nicht schon früher eingereicht worden sein. Ein Spielfilm muss zusätzlich mindestens an sieben aufeinander folgenden Tagen in mindestens zwei australischen Bundesstaaten gezeigt worden sein. Bei Fernsehproduktionen oder Dokumentarfilmen muss die Ausstrahlung während eines bestimmten Zeitraums stattgefunden haben.
Seit 2012 zeichnet die AACTA auch die besten Filme und seit 2021 auch die besten Serien außerhalb Australiens aus, und zwar in elf (bis 2014 fünf und bis 2020 sieben) Kategorien im Rahmen der AACTA International Awards. Im Februar 2025 findet die 14. Verleihung der AACTA International Awards statt.